# Caprolactama
La caprolactama, de fórmula química C6H11NO, es una molécula clave en la síntesis del nailon. Se obtiene a partir del tolueno. Es el único compuesto, que la IARC (Agencia Internacional para la Investigación del Cáncer) clasifica como probable no carcinógeno humano, en el grupo 4.

## Propiedades físicas
- Masa molecular: 113,2 UMA
- Punto de ebullición: 267 °C
- Punto de fusión: 70 °C
- Densidad relativa (agua = 1): 1,02
- Presión de vapor(25 °C): 0,26
- Densidad relativa de vapor (aire = 1): 3,91
- Punto de inflamación: 125 °C
- Número CAS: 105-60-2

Nylon 6, Fibras.
Perlon, Fundición.